# Араз (футбольний клуб)
«Араз-Нахчиван» (азерб. Araz-Naxçıvan Peşəkar Futbol Klubu) — азербайджанський футбольний клуб з міста Нахічевань.
У сезоні 2014—2015 клуб удруге грав у Прем'єр-лізі Азербайджану після підвищення за підсумками сезону 2013—2014, проте був знятий з розіграшу під час чемпіонату. З сезону 2022—2023 років клуб виступав у першому дивізіоні Азербайджану. У 2023 році «Араз» став переможцем першого дивізіону Азербайджану, та вийшов до азербайджанської Прем'єр-ліги.

## Історія
Клуб «Араз» був створений у 1967 році, і станом на 1968 рік грав у другій групі класу «А»|. Клуб припинив свою діяльність після розпаду Радянського Союзу. У 2001 році команда була сформована знову, і взяла участь у чемпіонаті Азербайджану. Однак через рік через фінансові труднощі команда знову припинила своє існування.
Клуб був відновлений 23 травня 2013 року і відразу ж розпочав виступ у першому дивізіоні Азербайджану. У своєму першому сезоні «Араз» вибив «Сімург» з Кубка Азербайджану. У травні 2014 року клуб отримав підвищення до азербайджанської Прем'єр-ліги після перемоги в першому дивізіоні того ж сезону. У вересні 2014 року «Араз» був причетний до скандалу з договірними матчами, в результаті якого ключові гравці покинули клуб, і в ситуацію вимушені були втрутитися урядовці Нахічеванської Автономної Республіки.
3 листопада 2014 року «Араз-Нахчиван» оголосив про вихід з ліги через постійні упереджені рішення суддів, а 17 листопада 2014 року офіційно оголосив про вихід з ліги. Клуб виступав у першому дивізіоні Азербайджану. У 2023 році «Араз-Нахчиван» став чемпіоном першого дивізіону Азербайджану, та вийшов до азербайджанської Прем'єр-ліги на сезон 2023—2024.

## Стадіон
Домашнім полем «Араза» є Нахічеванський міський стадіон, який має 12 тисяч місць. На першу гру команди з'явилось 4 тисячі глядачів.

## Уболівальники
Уболівальники «Араза» живуть по всій території Нахічеванської Автономної Республіки, та за межами Азербайджану. Основними двома фанатськими угрупованнями клубу є «Ultra Araz» і «Nagshijahan».

## Титули
- Переможець Азербайджанського футбольного першого дивізіону (2): 2013—2014, 2022—2023